# Сержио Луис Масиел Лукас
Сержио Луис Масиел Лукас (порт.-браз. Sergio Luís Maciel Lucas; род. 18 сентября 1979, Сантана-ду-Ливраменту, Бразилия), более известный как Сержа́н (порт.-браз. Serjão) — бразильский игрок в мини-футбол. В 2009 году принял азербайджанское гражданство и начал выступления за сборную Азербайджана.
Отличался уникальными для футболиста габаритами (при росте 184 сантиметра в 2012 году на чемпионате Европы весил 110 килограмм).

## Биография
Сержан начинал карьеру в бразильских клубах. Выступал за «Интернасьонал» (с 1996 до, по крайней мере, 1999 года, а также в 2002 году), «Банеспу» (в 2000—2001 годах) и «Ульбру» (во второй половине 2001 и в конце 2002 года).
В январе 2003 года он перебрался в российский чемпионат, где начал выступления за югорский клуб «ТТГ-Ява». За полтора сезона в составе сибирского клуба мощный бразилец стал любимцем местных болельщиков и одним из самых результативных игроков российского чемпионата. В сезоне 2004/05 он уступил в списке бомбардиров первенства лишь соотечественнику Кака.
В 2005 году перешёл в московский «Спартак», где продолжил бомбардирские подвиги и завершил сезон 2005/06 лучшим бомбардиром чемпионата. Всего бразилец выступал в составе красно-белых два сезона, за которые сумел добиться капитанской повязки. Но из-за финансовых проблем клуба летом 2007 года Сержан покинул «Спартак».
В 2008 году перешёл в азербайджанский «Араз». Вскоре бразилец принял азербайджанское гражданство и начал выступления за сборную Азербайджана по мини-футболу. Он вместе с другими натурализованными бразильцами внёс основной вклад в первые достижения азербайджанского мини-футбола. На Чемпионате Европы 2010 года азербайджанцы заняли четвёртое место, а Сержан отметился тремя голами. А чуть позже «Араз» вырвал у итальянского «Лупаренсе» бронзовую медаль Кубка УЕФА по мини-футболу 2009/10.
Летом 2010 года покинул «Араз». Вскоре бразилец перебрался в украинский чемпионат, став игроком ивано-франковского «Урагана» и стал лучшым голеадором чемпионата Украины сезона 2010/11 — 29 матчей (ЧУ=24, КУ=5), 37 голов (ЧУ=27, КУ=10), А в сезоне 2011/2012 32 матча (ЧУ=22, КУ=3, СК=1, УЕФА=6), 24 гола (ЧУ=16, КУ=3, СК=1, УЕФА=4). В 2012 году он и его вечный напарник Биро Жаде вернулись в «Араз».

## Достижения
- Чемпион штата Риу-Гранди-ду-Сул (1): 2001
- Вице-чемпион Бразилии (1): 2001
- Обладатель Межконтинентального кубка (1): 2001
- Чемпион Азербайджана (2): 2009, 2010
- Бронзовый призёр Кубка УЕФА 2009/10
- Полуфиналист Чемпионата Европы 2010

Личные:
- Лучший бомбардир чемпионата России по мини-футболу 2005/06
- Лучший бомбардир чемпионата Украины по мини-футболу 2010/11